# Канова да Милано, Франческо
Франческо Канова да Милано (итал. Francesco Canova da Milano; 18 августа 1497, Монца — 15 апреля 1543, Милан) — итальянский лютнист эпохи Ренессанса, один из крупнейших европейских композиторов XVI века.
Франческо Канова родился в Милане (по другим сведениям, в городке Монца, неподалёку от Милана). В молодости приехал в Рим, где вскоре был принят лютнистом в папскую капеллу. Служил при дворе у пап Льва X, Клемента VII, Павла III (при рождении Алессандро Фарнезе), кардинала Ипполито де Медичи. Канова снискал у публики славу и почитание как виртуозный исполнитель и композитор. Его произведения исполнялись по всей Европе. Современники называли его «il divino Francesco» — «божественный Франческо» (этот неофициальный титул Франческо Канова делил с «божественным» Микеланджело Буонарроти).
В Венеции в 1536—1548 годах было издано семь сборников лютневых табулатур Франческо Кановы. До нашего времени дошло 124 его музыкальных произведения: сорок одна фантазия, шестьдесят ричеркаров, токката, переложения песнопений для лютни в форме табулатур и др.
Франческо Канова был похоронен в церкви Санта Мария делла Скала в Милане. В восемнадцатом веке церковь была снесена, и на её месте построена знаменитая опера «Ла Скала».
Сохранилось два портрета, предположительно изображающих Франческо Канову. Один, работы неизвестного художника, хранится в Амброзианской библиотеке в Милане. Другой, предположительно кисти Джулио Кампи, находится в Пинакотеке (Pinacoteca Civica) города Комо.

Франческо Канова да Милано считается одним из лучших композиторов лютневой музыки и, возможно, величайшим виртуозом лютни всех времен. Его произведения, удивительной красоты и неизменно высокого уровня, часто исполняются и в наши дни.
В Советском Союзе Франческо Канова обрёл неожиданную известность в 1970-х годах. В 1972 году фирма грамзаписи «Мелодия» издала пластинку советского лютниста Владимира Вавилова под названием «Лютневая музыка XVI—XVII веков». Среди прочих на пластинке присутствовало произведение, обозначенное: «Франческо да Милано (1497—1543) — Сюита для лютни: Канцона и танец». Ни в одном сборнике Кановы произведение с таким названием не значится. Никаких «канцон» Франческо Канова не сочинял (слово «canzona» по-итальянски означает просто «песня»). Предполагается, что истинным автором «Канцоны» был сам Владимир Вавилов, в начале произведения цитировавший «фантазию № 30» Кановы.